# Tasso annuo nominale
Il tasso annuo nominale o TAN è il tasso di interesse puro applicato ad un finanziamento. È il tasso da utilizzare come termine di paragone con il tasso di rendimento delle attività finanziarie, con il tasso di sconto, ecc. Non corrisponde tuttavia al tasso d'interesse realmente applicato al finanziamento, ma al tasso effettivo periodale moltiplicato per il numero di periodi in cui l'anno è ripartito.

## Descrizione
Il TAN è il tasso di interesse annuo non capitalizzato. Se le rate sono mensili, trimestrali, semestrali, il loro numero (12, 4, 2, rispettivamente) verrà moltiplicato per il loro singolo tasso di interesse. Per esempio, se si fa un investimento a un tasso trimestrale del 3%, il TAN sarà pari al 12% (3% moltiplicato per 4).
Il tasso di interesse annuo effettivo sarà maggiore per effetto della capitalizzazione.
Dato il tasso d'interesse periodale {\displaystyle i_{k}} e il numero di capitalizzazioni per anno {\displaystyle k}, il TAN, {\displaystyle J_{k}}, sarà (nel caso di interessi uguali):
{\displaystyle J_{k}=k\cdot i_{k}}
Conoscendo il TAN, il tasso annuo effettivo {\displaystyle i} può essere calcolato con la formula:
{\displaystyle {\begin{aligned}1+i&=\left(1+i_{k}\right)^{k}\\\Rightarrow i&=\left(1+i_{k}\right)^{k}-1\end{aligned}}}
In questo caso, il tasso annuo effettivo {\displaystyle i} sarà pari al 12,55%, lo 0,55% in più rispetto al TAN.
Per il calcolo del TAN partendo dal tasso annuo effettivo si può utilizzare la seguente formula inversa:
{\displaystyle {\begin{aligned}1+i&=\left(1+{\frac {J_{k}}{k}}\right)^{k}\\\Rightarrow {\sqrt[{k}]{i+1}}&=1+{\frac {J_{k}}{k}}\\\Rightarrow J_{k}&=k\left({\sqrt[{k}]{i+1}}-1\right)\end{aligned}}}
Invece, il TAEG (tasso annuo effettivo globale) è cosa ben diversa dal TAN, poiché nella formazione di tale valore concorrono il TAN e altri costi specifici che variano a seconda dell'istituto creditore.